# Johann Peter d’Orville
Johann Peter d’Orville (* 28. Februar (getauft 2. März) 1770 in Frankfurt am Main; † 21. Juli 1851 ebenda) war ein deutscher Kaufmann und Politiker.
D’Orville war der Sohn des Börsenvorstehers Matthäus d’Orville. Er lebte in der Freien Stadt Frankfurt als Kaufmann. 1805 heiratete er Elisabetha Amalia Mumm. Von 1818 bis 1822 war er Mitglied der Frankfurter Handelskammer. 1818 bis 1822 gehörte er der Ständigen Bürgerrepräsentation an.